# Aurelio Galleppini
Aurelio Galleppini, noto anche con lo pseudonimo di Galep (Casale di Pari, 28 agosto 1917 – Chiavari, 10 marzo 1994), è stato un fumettista e illustratore italiano; autore molto prolifico, è rimasto noto soprattutto per il personaggio di Tex, da lui creato graficamente e di cui è stato per oltre quarant'anni uno dei principali disegnatori, nonché il copertinista fino al 1994 dei primi 400 numeri della serie regolare.
Considerando anche la serie a strisce e gli albi fuori serie, ha realizzato quasi duemila copertine per il personaggio, "record" di cui andava molto orgoglioso.

## Biografia
Nato a Casal Di Pari in provincia di Grosseto da genitori sardi, ha vissuto la maggior parte della sua giovinezza in Sardegna, dove comincia ad appassionarsi fin da piccolo al disegno dei cavalli. Lasciò poi gli studi al secondo anno dell'Istituto industriale per dedicarsi al disegno e alla pittura, che coltivò da autodidatta. Quando aveva diciotto anni, suoi disegni apparvero in filmini animati eseguiti per conto di una Casa tedesca fabbricante di proiettori a due tempi. Esordì nel 1936 come illustratore di fiabe sul settimanale Mondo Fanciullo, poi realizzò, per conto dell'editore argentino Cesare Civita alcune storie di Federico Pedrocchi come Pino il Mozzo e La perla del mar d'Oman  pubblicate in Italia da Arnoldo Mondadori Editore; si trasferì a Firenze nel 1940 dove iniziò a collaborare con la rivista a fumetti L'Avventuroso della Nerbini per cui realizzò diverse storie occupandosi in alcuni casi anche della sceneggiatura (La leggenda dei Rugi, La conquista dell'Atlantico, I conquistatori di oceani).
Durante la guerra e nel primo dopoguerra fu ospite delle suore Vincenziane di Cagliari; realizzò alcuni lavori (quattro tele, un ciclo di dipinti e quattordici stazioni della via Crucis) nella cappella del loro Istituto in viale San Vincenzo che firmò poi solo in tarda età.
Nel dopoguerra, interrotta per alcuni anni l'attività di illustratore per dedicarsi alla pittura, alla cartellonistica e all'insegnamento, riprese nel 1947 l'attività di fumettista avviando una lunga collaborazione con la rivista Intrepido della Casa Editrice Universo per la quale realizzò diverse storie a fumetti per la collana Albi dell'Intrepido. Realizzò contemporaneamente anche le illustrazioni per alcune edizioni di classici della letteratura come I Tre Moschettieri, La maschera di ferro, Le Mille e una Notte, Le Avventure del Barone di Münchhausen e I Promessi Sposi e, nello stesso anno, tornò alla Nerbini per disegnare una versione a fumetti del Pinocchio di Carlo Collodi.
Nel 1948 Tea Bonelli, a capo della casa editrice Edizioni Audace, lo ingaggiò per realizzare due nuove serie a fumetti ideati dall'ex marito Giovanni Luigi Bonelli: Occhio Cupo e Tex Willer. Il primo non ebbe successo e fu chiuso dopo pochi numeri ; Tex, partito in sordina, poco alla volta divenne una delle principali serie a fumetti italiane tanto da divenire il principale impegno per tutta la vita del disegnatore. Per realizzare i due personaggi si era trasferito da Cagliari a Milano, nella casa-redazione di Tea Bonelli in via Aurelio Saffi, e poi in Liguria. Nei primi tempi lavorò ad un ritmo molto intenso, dedicando un'intera giornata alle tavole di Occhio Cupo e le ore della notte a Tex;  negli anni successivi fu affiancato nella realizzazione di Tex da altri disegnatori come Guglielmo Letteri, Francesco Gamba, Giovanni Ticci ed Erio Nicolò.
A proposito delle fattezze del viso di Tex, Galep si ispirò inizialmente all'attore Gary Cooper, poi prese a modello se stesso. Disegnava inoltre il volto di Tex anche nelle storie rese graficamente da Virgilio Muzzi. Invece, per quanto riguarda le ambientazioni di Tex, ammetterà di essere, almeno all'inizio, abbastanza impreparato sul genere western. E così per le praterie e i deserti dove Bonelli ambientava le avventure del ranger, Galleppini si ispirò spesso ai paesaggi della Sardegna dove era cresciuto, e che conosceva sicuramente meglio rispetto a quelli americani, ma anche alle montagne del Trentino, dove trascorreva le vacanze con la famiglia, sempre armato di taccuino e matita.
Negli anni cinquanta realizza le copertine della serie Le Avventure del West sempre per le Edizioni Audace.
Interruppe il suo impegno esclusivo per Tex solo nel 1977 realizzando uno dei volumi della collana Un uomo un'avventura dello stesso editore, L'Uomo del Texas, scritta da Guido Nolitta.
Fu l'unico disegnatore delle copertine di Tex fino al n. 400 del febbraio 1994, albo del quale fu anche disegnatore, subito prima della sua morte, sostituito da Claudio Villa. Morì a Chiavari il 10 marzo del 1994, lasciando incompleta l'ultima storia di Tex alla quale stava lavorando.

## Riconoscimenti
- Intitolazione di una strada nel quartiere romano di Mezzocammino (Municipio IX (ex XII), sito tra Roma ed Ostia); nella rotonda adiacente una gigantografia riproduce il personaggio di Tex. Le strade adiacenti sono tutte dedicate ai creatori del fumetto italiano da Andrea Pazienza a Hugo Pratt a Benito Jacovitti.[19]
- A Cagliari gli è stata dedicata una piazza.[20]
- Nel 2019 Casale di Pari gli ha dedicato la via principale di accesso al paese.[21]
- In ricordo di Galep, a Chiavari viene organizzato il "Premio biennale d'arte Aurelio Galleppini".[22]